# Masisea (distrito)

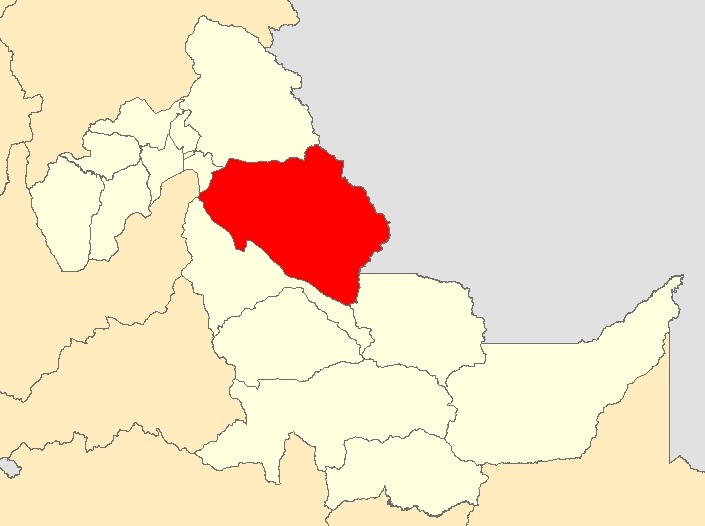
Localização geográfica do Distrito de Masisea

Masisea é um distrito peruano localizado na Província de Coronel Portillo, região de Ucayali. Sua capital é a cidade de Masisea.

## Transporte
O distrito de Masisea é servido pela seguinte rodovia:
- UC-113, que liga partes do território do Distrito
- UC-114, que liga o distrito à cidade de Tahuanía
- UC-105, que liga o distrito de Tahuanía à cidade de Yurua
- PE-18C, que liga o distrito de Callería à cidade de Alexander von Humboldt [2][3][4]